# Cladophora

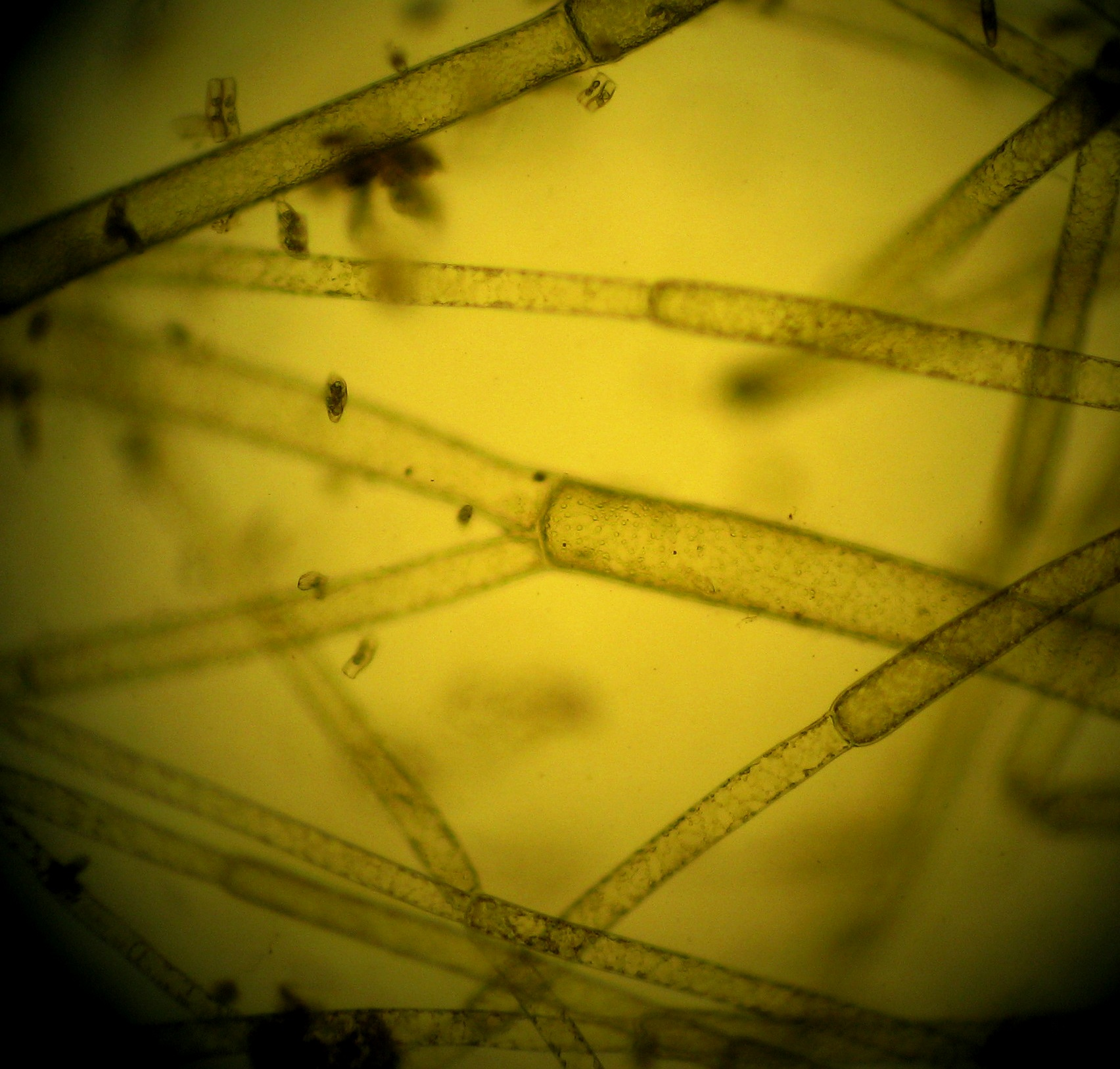
Cladophora glomerata, mostrando filamentos ramificados y estructuras celulares

Cladophora es un género de algas verdes de la familia Cladophoraceae. Las especies en este género son difíciles de distinguir y clasificar debido a la gran variabilidad de su aspecto, en el que influyen el hábitat, la edad y las condiciones ambientales. A diferencia del género Spirogyra, los filamentos de Cladophora se ramifican, y no sufren conjugación. Hay dos fases multicelulares en su ciclo de vida, un gametofito haploide y un esporófito diploide, de aspecto muy similar. El gametofito haploide produce gametos haploides con dos flagelos mediante mitosis, mientras que el esporófito diploide produce esporas haploides con cuatro flagelos por meiosis.

## Especies
Especies incluidas:
- Cladophora aegagrophila
- Cladophora albida
- Cladophora aokii
- Cladophora brasiliana
- Cladophora catenata
- Cladophora coelothrix
- Cladophora columbiana
- Cladophora crispata
- Cladophora dalmatica
- Cladophora fracta
- Cladophora glomerata, alga verde filamentosa.
- Cladophora graminea
- Cladophora montagneana
- Cladophora ordinata
- Cladophora prolifera [2]
- Cladophora rivularis (Linnaeus) Kuntze - ajomate, verdín, ova de río.[3]
- Cladophora rupestris
- Cladophora scopaeformis
- Cladophora sericea
- Cladophora socialis
- Cladophora vagabunda